# Callionymus octostigmatus
Callionymus octostigmatus är en fiskart som beskrevs av Fricke, 1981. Callionymus octostigmatus ingår i släktet Callionymus och familjen sjökocksfiskar. Inga underarter finns listade.